# Apel telefonic
Un apel telefonic este legătura, operația de conectare telefonică între o persoană care utilizează un telefon și interlocutorul său, cel cu care el vrea să vorbească. După tastarea numărului de telefon al celui din urmă, pe tastatura unității telefonice transmițătoare/apelatoare, urmează o secvență de căutare a numărului de telefon respectiv și apoi o sonerie de telefon sună la telefonul contactat până când persoana solicitată acceptă apelul. Convorbirea telefonică poate începe, de multe ori cu întrebarea „Alo?”